# Antoni Fijałkowski (arcybiskup mohylewski)
Antoni Fijałkowski (ur. przed 13 czerwca 1797 w Nowym Lepelu, zm. 11 lutego 1883 w Petersburgu) – polski duchowny katolicki, arcybiskup metropolita mohylewski w latach 1872-1883, profesor i rektor (w 1838) Akademii Duchownej w Wilnie.

## Życiorys
Ochrzczony 13 czerwca 1797. Absolwent Akademii Połockiej. Święcenia kapłańskie w 1824 roku. 1858–1860 biskup pomocniczy kamieniecki i tytularny biskup Thennesus, biskup kamieniecki (1860–1872), arcybiskup mohylewski (od 1872). Za jego rządów, w 1873 siedziba archidiecezji została przeniesiona do Petersburga, gdzie arcybiskup konsekrował katedrę (1873), a w 1879 otworzył seminarium duchowne.